# Wormux
Wormux är en klon av 1994 års datorspel Worms. Spelet finns tillgängligt för Windows och Unixliknande operativsystem (det inkluderar GNU/Linux, FreeBSD och Mac OS). 
Det består av fri programvara och är GNU GPL-licenserat. För närvarande tillhandahåller Wormux endast flerspelarläge.  
Spelets senaste stabila version är 0.8.3 vilken utgavs i början av mars 2009 och går att hämta hem via dess officiella webbplats.
Wormux är utvecklat av Wormux Team. 

## Spelupplevelse
Wormux är precis som sin förebild Worms turordningsbaserat, använder sig av 2D-grafik (det ses från sidan), och går ut på att spelarna delas upp i två lag och ska sedan med hjälp av en skiftande vapenarsenal förgöra varandra. När det ena motståndarlaget är fullkomligt tillintetgjort har det andra laget vunnit. 
Det har ännu inget stöd för enspelarläge, inte heller datorstyrda motståndare, men möjligheten finns att spela mot sig själv eller utmana en vän.
I skrivande stund (25 april 2009) finns spelet översatt till mer än 30 olika språk.

### Vapen

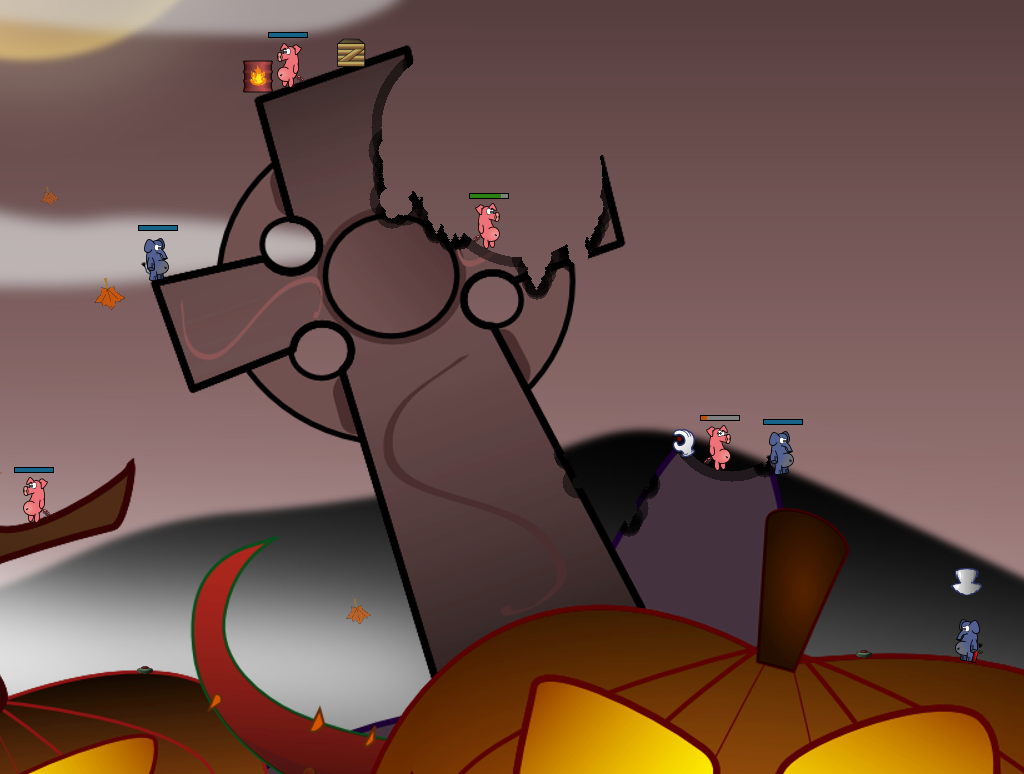
Banornas omgivningar i spelet kan förstöras.

Vapnen utgörs av allt ifrån raketgevär, granater, dynamiter, basebollträ, minor, hagelgevär, blåslampa, pistoler och kpist. Några av de lite mer udda vapnen inberäknar en giftig, studsande iller med sprängkapacitet, gummiboll, en framåtrusande gnu, självmordsbomb och en flygande superpingvin. Det finns också tillbehör att tillgå så som en teleportör, fallskärm i form av ballonger och en lufthammare.

### Banor
Det finns 41 stycken banor och de utspelar sig på varierande platser med olika miljöer. Ostbana, underjorden, skog, fiskakvarium, helvetet, tropisk ö, vulkan, vilda västern samt rymden är bara några exempel.

### Karaktärer
Lagens karaktärers utseenden är formade efter maskoter från olika fri programvaruprojekt som exempelvis GNU, Linux, FreeBSD, KDE, GIMP, OpenOffice.org, Firefox, Thunderbird, Workrave, NuFW och SPIP.